# Округ Вашингтон (Ајдахо)
Округ Вашингтон (енгл. Washington County) је округ у америчкој савезној држави Ајдахо.

## Демографија
По попису из 2010. године број становника је 10.198, што је 221 (2,2%) становника више него 2000. године.
| Група             | 2000.         | 2010.         |
| Белци             | 8.294 (83,1%) | 8.166 (80,1%) |
| Афроамериканци    | 10 (0,1%)     | 18 (0,2%)     |
| Азијати           | 103 (1,0%)    | 91 (0,9%)     |
| Хиспаноамериканци | 1.372 (13,8%) | 1.716 (16,8%) |
| Укупно            | 9.977         | 10.198        |